# Agência de Cooperação Internacional do Japão

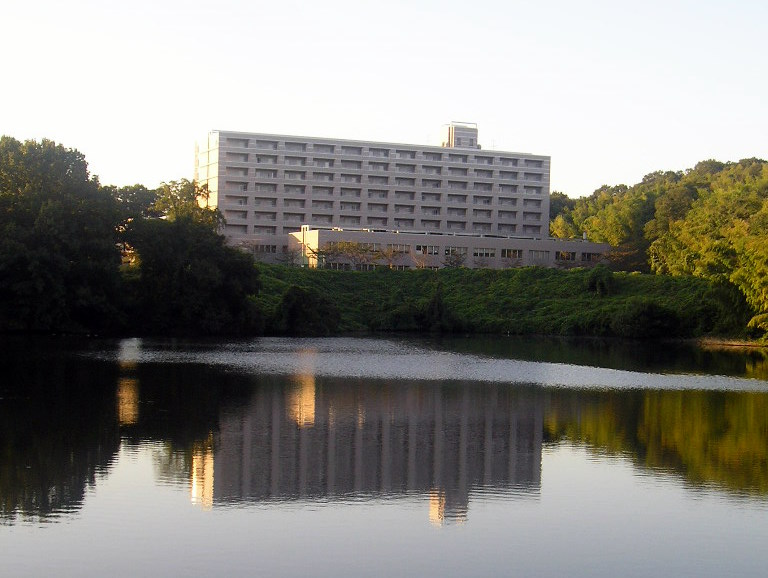
JICA Center, Osaka

A Agência de Cooperação Internacional do Japão (独立行政法人国際協力機構, dokuritsu gyōseihōjin kokusai kyōryoku kikō) é uma agência governamental independente que coordena Assistência Oficial ao Desenvolvimento em nome do governo do Japão. É comumente conhecida pelo acrônimo JICA, de seu nome em inglês Japan International Cooperation Agency.

## Atividades

### Programa de Bolsas e Treinamento
JICA fornece treinamento técnico para participantes de países em desenvolvimento em diversas áreas, incluindo médica, industrial e agricultural.
A JICA também oferece aos descendentes de japoneses (nikkei) da América Latina, bolsas de estudo ao Japão, incluindo bolsa de mestrado e doutorado, que são custeadas pelo Governo Japonês.

## Representação no Brasil
- Representação da JICA no Brasil: localizada em São Paulo, SP.[2]
- Escritório da JICA em Brasília: localizada em Brasília, DF.[2]